# 非洲梨
非洲梨(Dacryodes edulis)一種原產於非洲的果樹。在不同國家或地區有以下別稱: safou （剛果共和國、剛果民主共和國和安哥拉）、prune（喀麥隆）、atanga（赤道幾內亞和加蓬）、ube（尼日利亞）、African pear、bush pear、African plum、nsafu、bush butter tree及butterfruit。

## 說明
非洲梨是一種常綠喬木，在自然森林中的生長高度為 18-40 米，但在人工林中生長不超過 12 米。它的外觀型態會是由一個相對較短的樹幹和一個深而密的樹冠組合，樹皮呈淺灰色，質感粗糙，有樹脂滴。葉子是具有5-8對複葉。葉子表面有光澤。花是黃色的，直徑約5毫米。它們排列成一個大花序。果實為橢圓形核果 長度從 4 到 12 厘米不等。果皮為深藍色或紫羅蘭色，果肉為淡綠色至淺綠色。該樹在雨季開始時開花，開花後2至5個月結果。非洲梨有兩種變體：edulis和parvicarpa。 edulis變種的果實較大，樹有粗壯的上升樹枝。parvicarpa變種有較小的果實和細長下垂的樹枝。

## 棲息地和範圍
非洲梨 (Safou)的優先棲息地是陰涼潮濕的熱帶森林。然而，它可以很好地適應土壤類型、濕度、溫度和日長的變化。自然範圍從南部的安哥拉、西部的尼日利亞和塞拉利昂以及東部的烏干達延伸。它也在馬來西亞種植。

## 應用
非洲梨具有改善營養、促進糧食安全、促進農村發展和支持可持續土地保護的潛力。

### 水果
非洲梨的主要食用部分是其果實，既可以生吃，也可以在鹽水中煮熟或烤熟。煮熟的果肉質地類似於黃油。紙漿中含有 48% 的油，一個種植園每公頃可生產 7-8噸油。與蘋果、番石榴和木瓜等水果相比，這種水果的脂肪含量要高得多。它還含有豐富的維生素。種子可用作綿羊或山羊的飼料。這些花在養蜂業中很有用。

### 木材
非洲梨的木材有彈性，呈灰白色至粉紅色。這種木材一般可用作工具手柄，偶爾也可用作砂漿，適用於木工。

### 種子
非洲梨的種子富含不同比例的碳水化合物、蛋白質、粗纖維，以及可觀的鉀、鈣、鎂和磷。它還富含離胺酸、苯丙胺酸、白胺酸、異白胺酸等必需氨基酸。它含有大量的脂肪酸，如棕櫚酸、油酸和亞油酸。 根據物理化學分析，種子具有工業價值。非洲梨的種子中含有重要的天然產物沒食子酸，根據媒體報導具有的血管調節特性。

### 樹脂
樹脂具備易燃性，因此在當地會燃燒用在照明，或作為膠水使用。該樹也被用作觀賞植物，並通過提供大量生物質來改善土壤質量。

## 命名
該屬的名稱來自希臘語dakruon，意思是眼淚。這是指其成員樹皮表面的樹脂液滴。物種名稱edulis的意思是可食用的。